# Порох, Богдан Валентинович
Богда́н Валенти́нович По́рох (укр. Богдан Валентинович Порох; род. 5 августа 2000, Павлоград, Днепропетровская область) — украинский футболист, защитник клуба «Металлист».

## Игровая карьера
В сезоне 2009/10 годов выступал за «Космос» (Павлоград) в детско-юношеских соревнованиях чемпионата Днепропетровской области. В ДЮФЛУ выступал за «Металлург» (Донецк), «Днепр» и ДВУФК (Днепр). Накануне старта сезона 2017/18 годов перешёл в «Сталь» (Каменское), но играл только за юношескую (24 матча) и молодёжную (5 матчей) команды клуба.
В следующем сезоне перебрался в МФК «Николаев». Во взрослом футболе дебютировал 9 сентября 2018 года в проигранном (0:2) игре 8-го тура группы «Б» второй лиги Украины «Мир» — «Николаев-2». Богдан вышел на поле на 46-й минуте, заменив Евгения Витенко. Дебютным голом за «Николаев-2» отличился 4 ноября 2018 на 90+2-й минуте проигранного (3:7) выездного матча 16-го тура группы «Б» второй лиги против криворожского «Кривбасса». Порох вышел на поле в стартовом составе и отыграл весь матч. В первой команде николаевцев дебютировал 22 марта 2019 года в проигранном (0:1) домашнем матче 19-го тура первой лиги против петровского «Ингульца». Богдан вышел на поле на 78-й минуте, заменив Александра Горвата. Дебютным голом за «Николаев» отличился 30 ноября 2020 года на 13-й минуте победного (6:0) домашнего поединка 16-го тура первой лиги против херсонского «Кристалла». Порох вышел на поле в стартовом составе, а на 88-й минуте его заменил Андрей Боровский. Сезон 2020/21 «корабелы» закончили на четвёртом месте первой лиги, в одном шаге от выхода в Премьер-лигу, но из-за финансовых проблем руководство «корабелов» заявило о переводе команды во вторую лигу и объявило о прекращении сотрудничества с десятью игроками. Богдан также покинул «Николаев».
В июле 2021 года вдвоём с голкипером Андреем Бубенцовым перешёл из «Николаева» в «Металлист». Дебют 21-летнего футболиста пришёлся на матч 8-го тура первой лиги с «Краматорском». В первом неполном из-за вторжения России на Украину сезоне за «Металлист» сыграл в 15 матчах на позиции центрального защитника, отличившись двумя результативными передачами. Клуб же при этом уверенно выиграл первую лигу и завоевал место в Премьер-лиге на следующий сезон. Перед стартом нового сезона вместе с рядом других игроков харьковчан во главе с бывшим главным тренером Александром Кучером отправился в «Днепр-1», но затем вместе с Егором Картушовым вернулся обратно. В высшем дивизионе в составе харьковчан дебютировал 24 августа 2022 года в игре с «Рухом», заменив в конце игры Вячеслава Танковского.

## Достижения
«Карпаты» (Львов)
- Серебряный призёр Первой лиги Украины: 2023/24